# Loupia
Loupia é uma comuna francesa na região administrativa de Occitânia, no departamento de Aude. Estende-se por uma área de 4,46 km². Em 2010 a comuna tinha 245 habitantes (densidade: 54,9 hab./km²).